# Perspectivas sobre o Cinema de Assam (livro)
Perspectives on Cinema of Assam é um livro sobre a história do cinema de Assam, editado por Manoj Borpujari e Dr. Garima Kalita. Foi publicado pelo Gauhati Cine Club em 2008. O livro tem uma série de artigos escritos por conhecidos autores que traçaram a evolução do cinema em Assam desde seu nascimento até a fase contemporânea, incluindo documentário e o crescimento da indústria cinematográfica.   Há também um artigo exclusivo sobre o Film Society Movement em Assam com a documentação de toda a lista de filmes feitos em Assam de 1935 a 2007. 